# Kang Jing Rong
Kang Jing Rong o comúnmente llamado Kang Kang, es un famoso cantante y presentador de televisión taiwanés nacido el 5 de febrero de 1967 en Kaoshong, Feng Shuan. Fue descubierto por primera vez por el rey del mundo del espectáculo de Taiwán, Zhang Fei (张 菲) durante una actuación en un programa de televisión. Antes de entrar en el mundo del espectáculo taiwanés, Kang había cambiado muchos puestos de trabajo. Fue primero un policía militar (PM), un vendedor, a continuación, por último un cantante de bar durante muchos años. Entró en un concurso de canto y en 1997 ganó el primer lugar con su banda. Lanzaron un EP en ese mismo año.

## Biografía
No fue sino hasta 1998 que Kang tuvo la oportunidad de entrar en el mundo del espectáculo. Zhang Fei elogió el trabajo duro Kang al joven artista por su actuación brillante y agudo en su popular programa, Dragon Hermano, Hermano Tigre, diciendo que tenía un futuro brillante como un artista popular. Como resultado, Zhang Fei tuvo al joven actor bajo sus alas, y mostró Kang lo que lo llevó a convertirse en un gran comediante. Al mismo tiempo, la fortuna de Kang golpeó el bote cuando se introdujo a otro presentador de televisión taiwanesa, Jackie Wu (吴 宗 宪), debido a su acción ordinaria de la dirección musical. Inmediatamente firmó un contrato a tiempo completo. Así Kang se embarcó en su primer paso hacia la conquista Showbizz taiwaneses por homing gracias a sus habilidades cómicas y musicales en dos figuras icónicas en el mundo del espectáculo moderno.